# Elena Kaliská
Elena Kaliská (Zvolen, 19 gennaio 1972) è una canoista slovacca, specializzata nello slalom K1 e vincitrice della medaglia d'oro ai Giochi di Atene del 2004 e di Pechino nel 2008.
Nella stessa specialità ha conquistato anche una medaglia d'oro ai Mondiali del 2005 a Sydney e la medaglia d'oro ai campionati europei del 2002, 2004 e  2006, in quest'ultima si è classificata prima anche nella prova a squadre. 

## Palmarès
- Olimpiadi

Atene 2004: oro nel K1 slalom.
Pechino 2008: oro nel K1 slalom
- Mondiali di slalom

2005 - Penrith: oro nel K-1.
2007 - Foz do Iguaçu: argento nel K-1.
2009 - La Seu d'Urgell: argento nel K-1 a squadre.
- Europei

2002: oro nel K1 slalom.
2004: oro nel K1 slalom.
2006: oro nel K1 slalom e nel K1 a squadre.